# Bobäcks hållplats

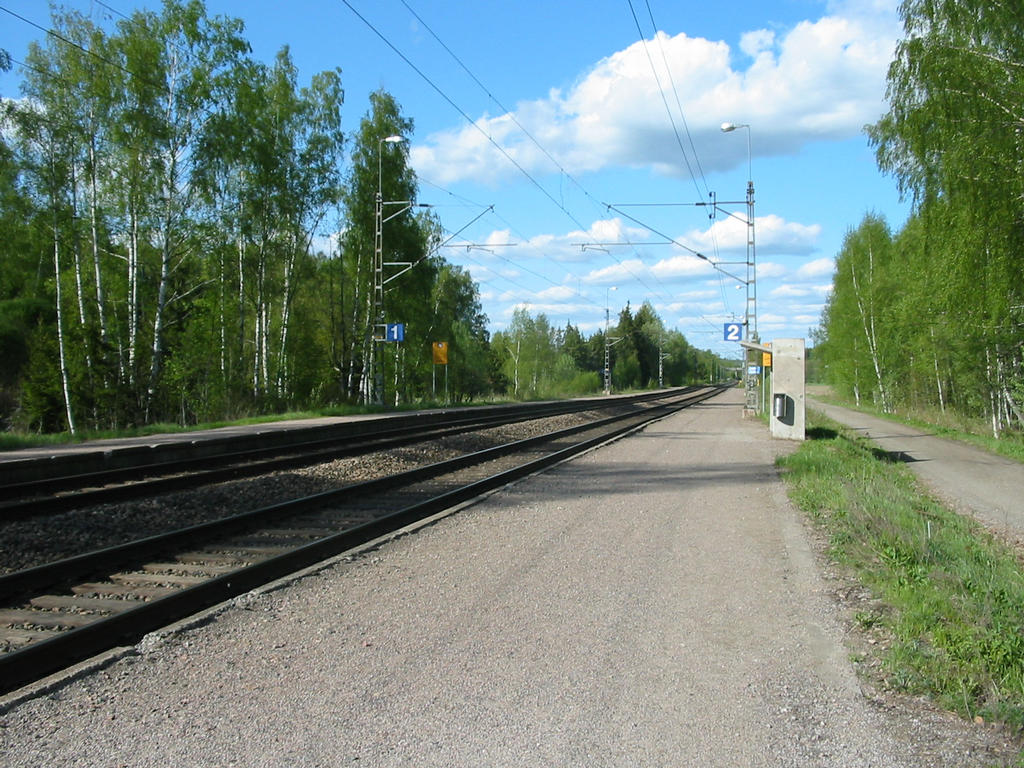
Bobäcks hållplats i Kyrkslätt

Bobäcks hållplats (Lma, finska Luoman seisake) är en sedan den 27 mars 2016 otrafikerad järnvägshållplats i Bobäck i Kyrkslätt. Den ligger mellan stationerna Mankby (också nedlagd) och Masaby. Avståndet från Helsingfors centralstation är cirka 27 kilometer. Vid stationen stannade närtrafikens tåg L och U (Helsingfors-Kyrkslätt).